# 風養
風養（ふうよう、生没年不詳）とは、江戸時代の浮世絵師。

## 来歴
師系・経歴不明。風養、峯谷人と号す。作画期は天明後期から寛政頃とされ、鳥居清長風の錦絵美人画を描いている。

## 作品
- 「菊見る二美人と子供」　中判錦絵
- 「縁側二美人」　間判錦絵
- 「山姥金太郎乳のみ」　大判錦絵